# Strettamente confidenziale
Strettamente confidenziale (Broadway Bill) è un film del 1934, diretto da Frank Capra.

## Trama
Stanco della monotona vita d'ufficio nell'azienda del suocero, Dan Brooks abbandona casa e moglie per dedicarsi esclusivamente alla sua passione per i cavalli. Con l'aiuto della cognata Alice, che lo ha seguito, partecipa a un derby col proprio animale che però muore dopo aver tagliato per primo il traguardo. Dan non si lascia scoraggiare e tenta ancora la sorte sui campi da corse finché la moglie, stanca di attenderlo, chiede il divorzio. Lui sposerà la cognata.

## Produzione
Il film fu prodotto dalla Columbia Pictures Corporation (presents) (A Frank Capra Production). Venne girato a Tanforan Race Track, San Bruno, California.

## Distribuzione
Distribuito dalla Columbia Pictures, il film uscì nelle sale cinematografiche statunitensi il 27 dicembre 1934 dopo una prima tenuta a New York il 30 novembre 1934.

## Remake
Nel 1950 lo stesso Capra girò un remake intitolato La gioia della vita dove in un piccolo cammeo figura l'attore Oliver Hardy.